# Semele rubropicta
Semele rubropicta är en musselart som beskrevs av Dall 1871. Semele rubropicta ingår i släktet Semele och familjen Semelidae. Inga underarter finns listade i Catalogue of Life.